# شتیتاره (نووی پازار)
شتیتاره (به صربی: Štitare) یک منطقهٔ مسکونی در صربستان است که در نووی پازار واقع شده‌است.